# Léon Brillouin

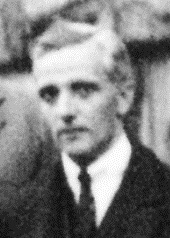
Léon Brillouin op de Solvayconferentie in 1927

Léon Nicolas Brillouin (Sèvres, 7 augustus 1889 - New York, 4 oktober 1969) was een Frans natuurkundige die bijdragen heeft geleverd op het vlak van de kwantummechanica, de voortplanting van radiogolven, de vastestoffysica en de informatietheorie.
De Brillouinzones zijn naar hem genoemd.